# 구보 유이치
구보 유이치(일본어: 久保 裕一, 1988년 9월 26일 ~ )는 일본의 축구 선수이다.

## 구단 경력
그는 2010년부터 2018년까지 J리그의 제프 유나이티드 지바, 가이나레 돗토리, 파지아노 오카야마, 미토 홀리호크, SC 사가미하라에서 활동하였다.